# Sachi Amma

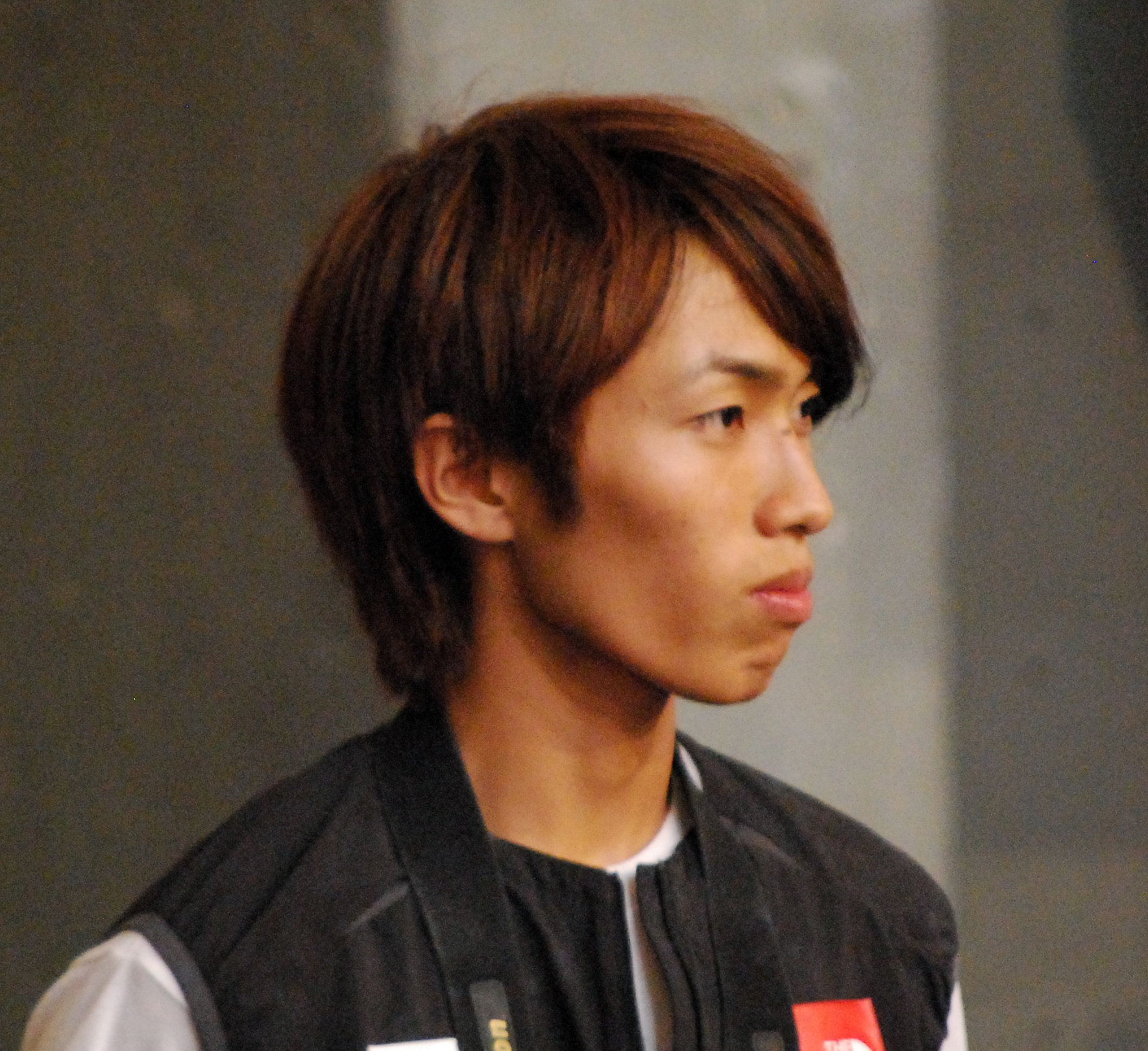
Sachi Amma beim Weltcup in Imst 2009

Sachi Amma (jap. 安間 佐千, Amma Sachi; * 1. Januar 1989 in der Präfektur Tochigi) ist ein japanischer Sportkletterer. Er wurde 2006 und 2007 Jugendweltmeister. 2009 gewann er die World Games und 2010 gelang ihm bei der ersten Teilnahme am Rockmaster der 4. Platz.

## Karriere
Sachi Amma begann im Alter von 10 Jahren mit dem Klettern. An den Sport herangeführt wurde er von seinem Vater. 2012 gelang es Amma, als zweiter Japaner einen Weltcup zu gewinnen.

## Erfolge

### Wettkämpfe
- Weltmeisterschaften
  - 3. Platz bei den Weltmeisterschaften in Gijón (Spanien) 2014
  - 4. Platz bei den Weltmeisterschaften in Qinghai (China) 2009
  - Asienmeister in Guangzhou (China) 2008
  - Jugendweltmeister in Ibarra (Ecuador) 2007
  - Jugendweltmeister in Imst (Österreich) 2006
- Rockmaster
  - 4. Platz 2010
  - 1. Platz 2014
- Weltcup
  - 3. Platz in Kranj (Slowenien) 2014
  - 2. Platz in Inzai (Japan) 2014
  - 1. Platz in Briançon (Frankreich) 2014
  - 1. Platz in Chamonix (Frankreich) 2014
  - 3. Platz in Kranj (Slowenien) 2013
  - 1. Platz in Wujiang (China) 2013
  - 1. Platz in Mokpo (Südkorea) 2013
  - 2. Platz in Puurs (Belgien) 2013
  - 1. Platz in Imst (Österreich) 2013
  - 2. Platz in Briançon (Frankreich) 2013
  - 3. Platz Gesamtwertung 2009 und 2011
  - 2. Platz in Kranj (Slowenien) 2011
  - 2. Platz in Boulder (USA) 2011
  - 2. Platz in Xining (China) 2011
  - 3. Platz in Chuncheon (Südkorea) 2010
  - 2. Platz in Kranj (Slowenien) 2009
  - 3. Platz in Barcelona (Spanien) 2009
  - 2. Platz in Chamonix (Frankreich) 2009
  - 2. Platz in Chamonix (Frankreich) 2008
  - 3. Platz in Qinghai (China) 2008
- World Games
  - Sieg in Kaohsiung (Taiwan) 2009

### Fels

#### 9a
- Karachi (2012) in Biccyu, Japan
- Spectator (2013) in Horai, Japan,
- Era Vella (2013) in Margalef, Spanien
- Tierra Negra (2013) in Margalef, Spanien
- Le Cadre Nouvelle Version (2014) in Céüse, Frankreich
- Joe Cita (2015) in Oliana, Spanien
- Fuck the System (2015) in Santa Linya, Spanien
- Seleccio Natural Left Exit (2015) in Santa Linya, Spanien

#### 9a/9a+
- Flat Mountain (2016) in Futago, Japan

#### 9a+
- Papichulo (2010) in Oliana, Spanien
- Pachamama (2011) in Oliana, Spanien
- La Rambla (2012) in Siurana, Spanien
- Biographie (2014) in Céüse, Frankreich
- Catxasa (2015) in Santa Linya, Spanien
- Power Inverter (2015) in Oliana, Spanien
- Seleccio Anal (2015) in Santa Linya, Spanien
- Tinipi (2015) am Kinabalu, Malaysia
- Jungle Boogie[2] (2015) in Céüse, Frankreich
- Thor´s Hammer (2016) in Flatanger, Norwegen

#### 9b
- Fight or Flight (2015) in Oliana, Spanien
- Stoking the Fire (2019) in Santa Linya, Spanien[3]